# Бёльзен, Ганс
Ганс Бёльзен (нем. Hans Boelsen; 6 марта 1894 — 24 октября 1960) — немецкий военачальник, генерал-лейтенант вермахта, командующий несколькими дивизиями во время Второй мировой войны. Кавалер Рыцарского креста Железного креста, высшего ордена нацистской Германии. Взят в плен войсками союзников в марте 1945 года. Отпущен из плена в 1947 году.

## Награды
- Железный крест 2-го класса (11 апреля 1915) (Королевство Пруссия)
- Железный крест 1-го класса (18 августа 1917)
- Орден «За военные заслуги» рыцарский крест (11 января 1918) (Королевство Вюртемберг)
- Нагрудный знак «За ранение» (1918) в чёрном (6 июня 1918)
- Почётный крест Первой мировой войны 1914/1918 с мечами (8 февраля 1935)
- Медаль «За выслугу лет в вермахте» 4-го класса
- Пряжка к Железному кресту (1939) 2-го класса (20 мая 1939)
- Пряжка к Железному кресту (1939) 1-го класса (28 июня 1940)
- Нагрудный знак «За ранение» (1939) в серебре (10 сентября 1941)
- Нагрудный штурмовой пехотный знак в бронзе (18 октября 1941)
- Немецкий крест в золоте (17 ноября 1941)
- Медаль «За зимнюю кампанию на Востоке 1941/42»
- Почётная пряжка на ленте для сухопутных войск (18 августа 1943)
- Рыцарский крест Железного креста (17 сентября 1943)
- Орден «За храбрость» 3-й степени 1-го класса (Царство Болгария)